# Bentley Continental GT II
Pour les articles homonymes, voir Bentley Continental.
La Continental GT est une automobile Grand Tourisme de luxe, coupé ou cabriolet, du constructeur automobile britannique Bentley, remplaçante de la Bentley Continental GT produite de 2003 à 2017.

## Présentation

### Continental GT Coupé
Présentée en avant-première à des clients privilégiés[réf. nécessaire] du 28 juillet au 11 août 2017 à la concession Bentley Motors CW1 House à Crewe dans une livrée bleue, elle fait ses débuts officiels au Salon de l'automobile de Francfort en septembre 2017 dans une livrée bordeaux, avant sa commercialisation début 2018.
Son design reste très proche de sa prédécesseure, qui s'est vendue à 66 000 exemplaires dans le monde, et s'inspire du concept-car Bentley EXP 10 Speed 6 qui a été exposé au salon international de l'automobile de Genève 2015. Il est plus épuré que sa devancière, notamment pour sa partie arrière où les feux, critiqués par la presse pour leur dessin quelconque, ont été complètement redessinés et forment maintenant une symétrie avec les sorties d'échappement grâce à leur forme elliptique.

### Continental GTC
La version cabriolet de la Continental GT est présentée en novembre 2018 au Salon de l'automobile de Los Angeles.
La convertible se découvre en 19 secondes jusqu’à la vitesse de 50 km/h. Le volume de coffre perd 123 litres afin de loger la capote souple dans son compartiment et limite à 235 litres la capacité maximale de chargement.
La Bentley Continental GT Convertible pèse 2 414 kg, elle atteint 333 km/h en vitesse maximale et abat le 0 à 100 km/h en 3,8 secondes.

Continental GT Convertible au salon Rétromobile 2019
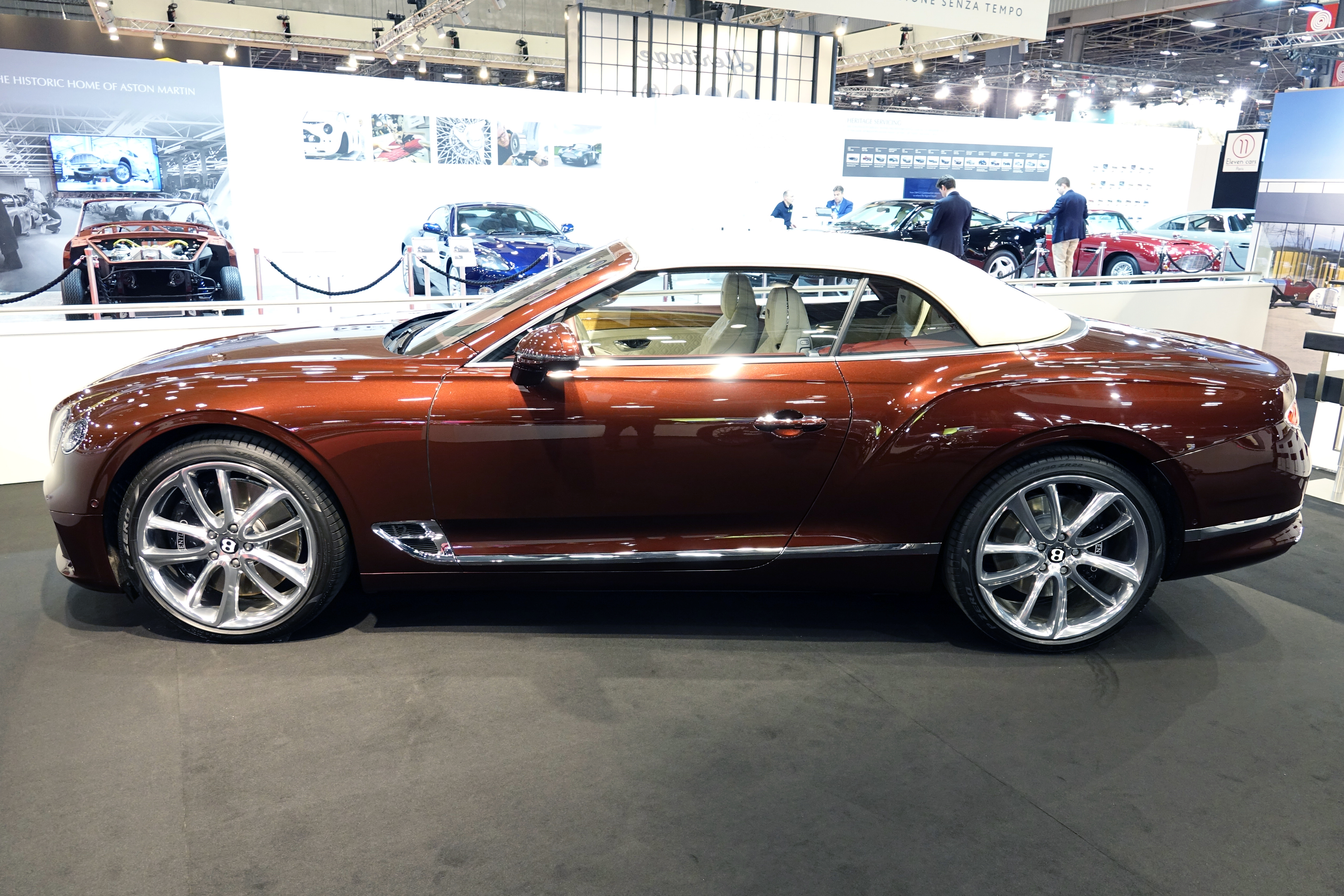
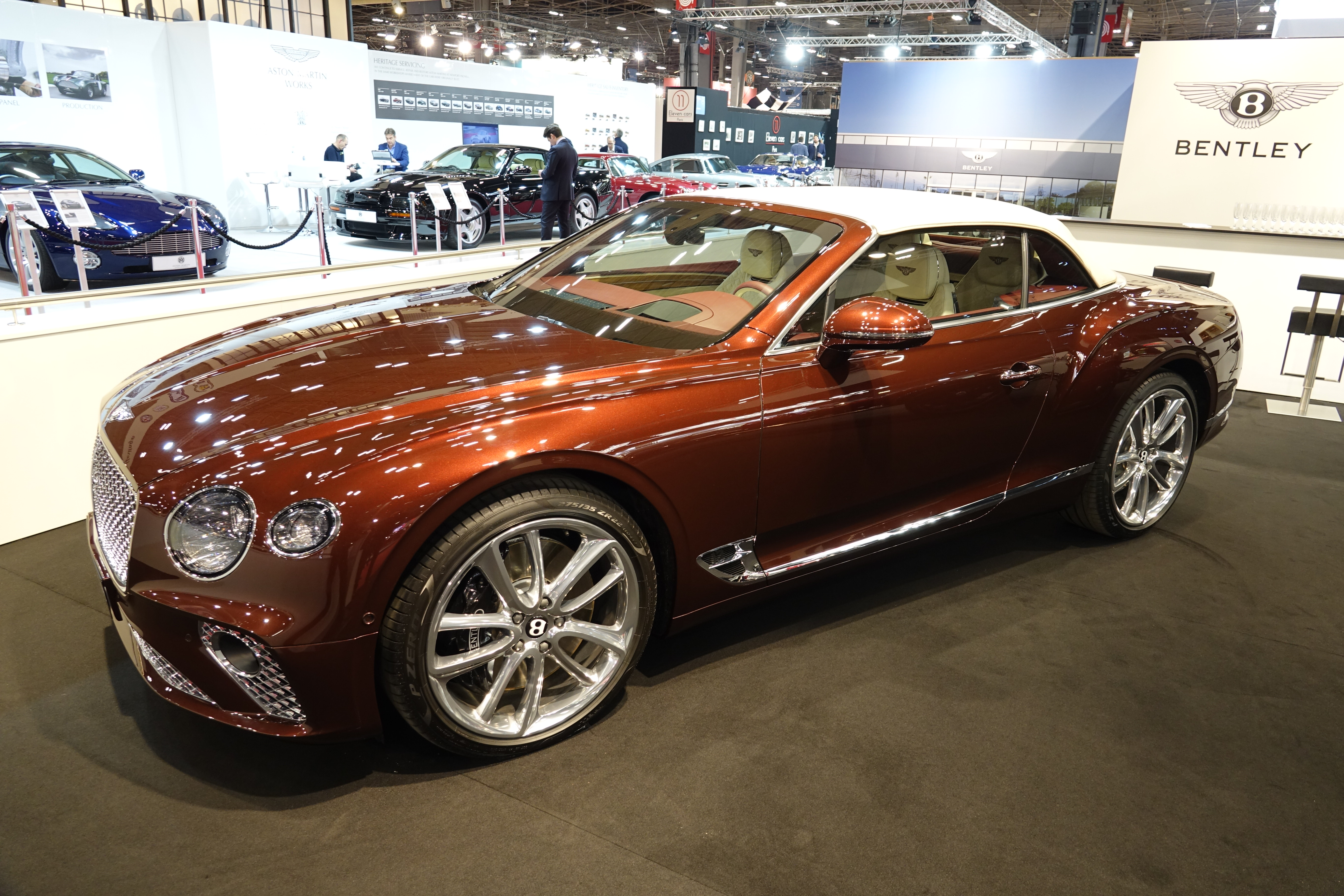
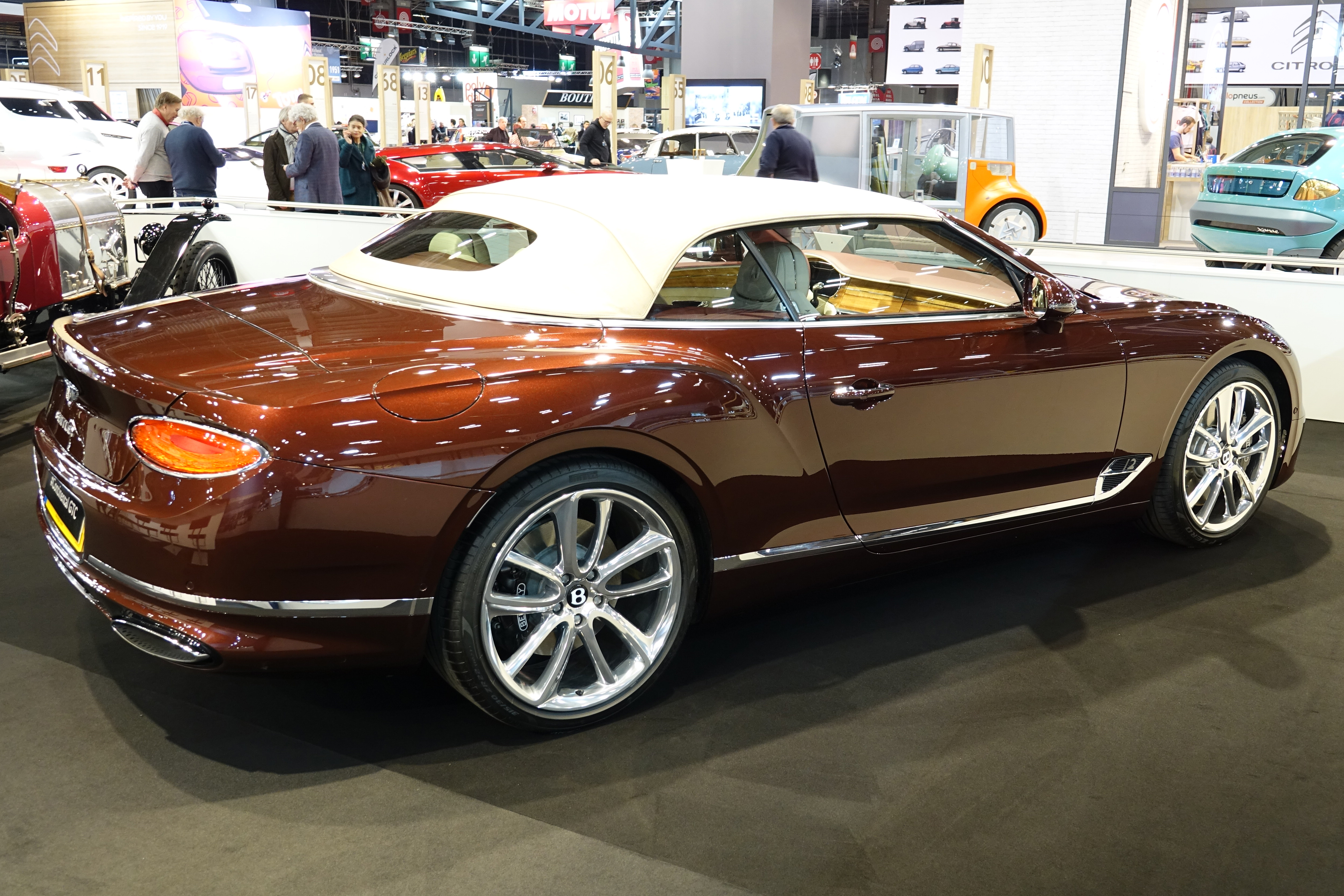
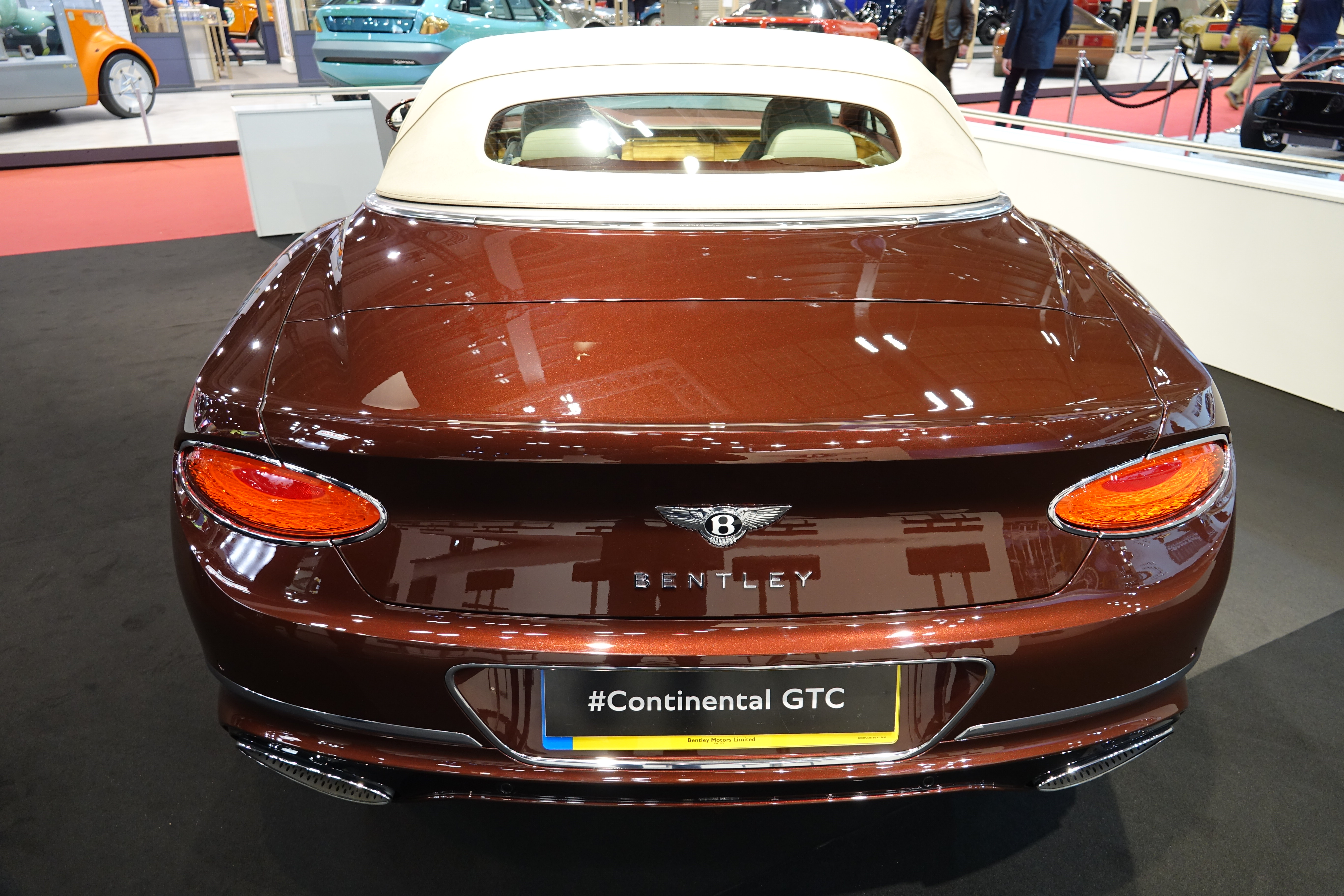
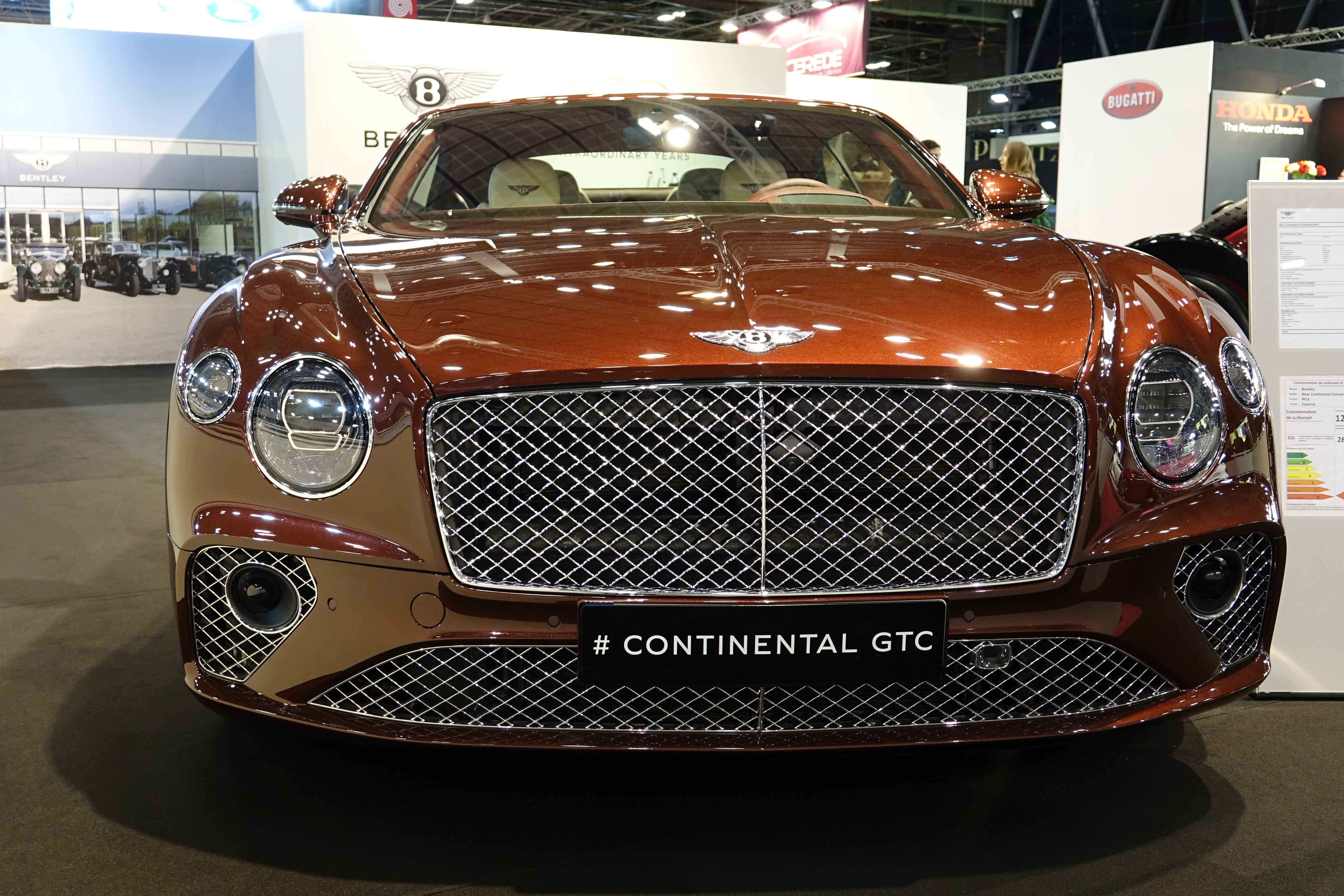

## Caractéristiques techniques
La Bentley Continental GT II est basée sur la plateforme MSB du groupe Volkswagen, comme la Porsche Panamera de 2016, et elle est disponible uniquement en transmission intégrale.
Sur la planche de bord, l'ensemble des trois chronographes pivote pour laisser apparaître le système d'info-divertissement qui regroupe toutes les fonctionnalités du véhicule (GPS, climatisation, radio ...). La Continental GT II évolue grandement d'un point de vue technologique en recevant les systèmes d'aide à la conduite du Groupe Volkswagen et technologies d'interface dont le Virtual cockpit de l'Audi A8 de troisième génération.

Planche de bord de la Bentley Continental GT II
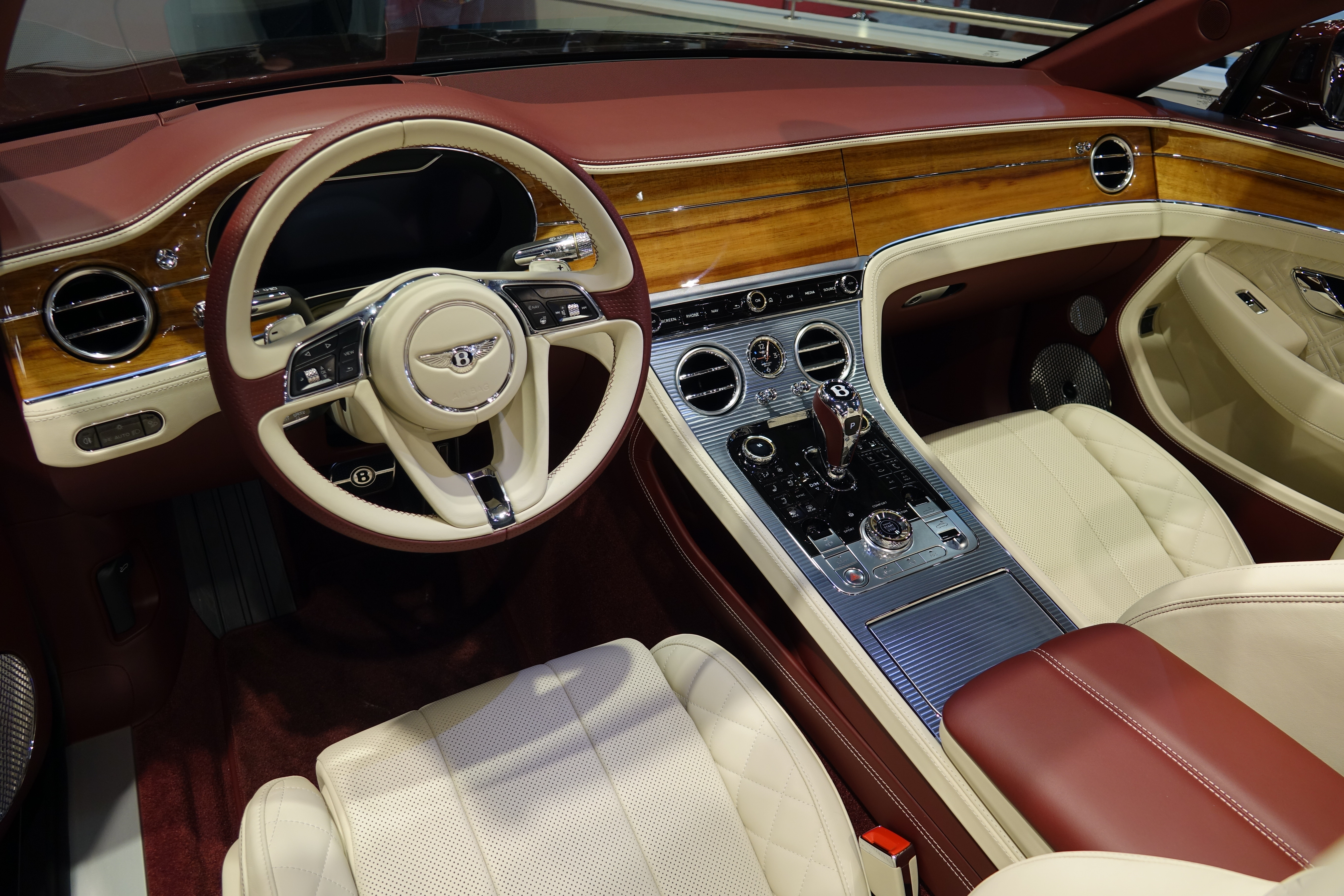
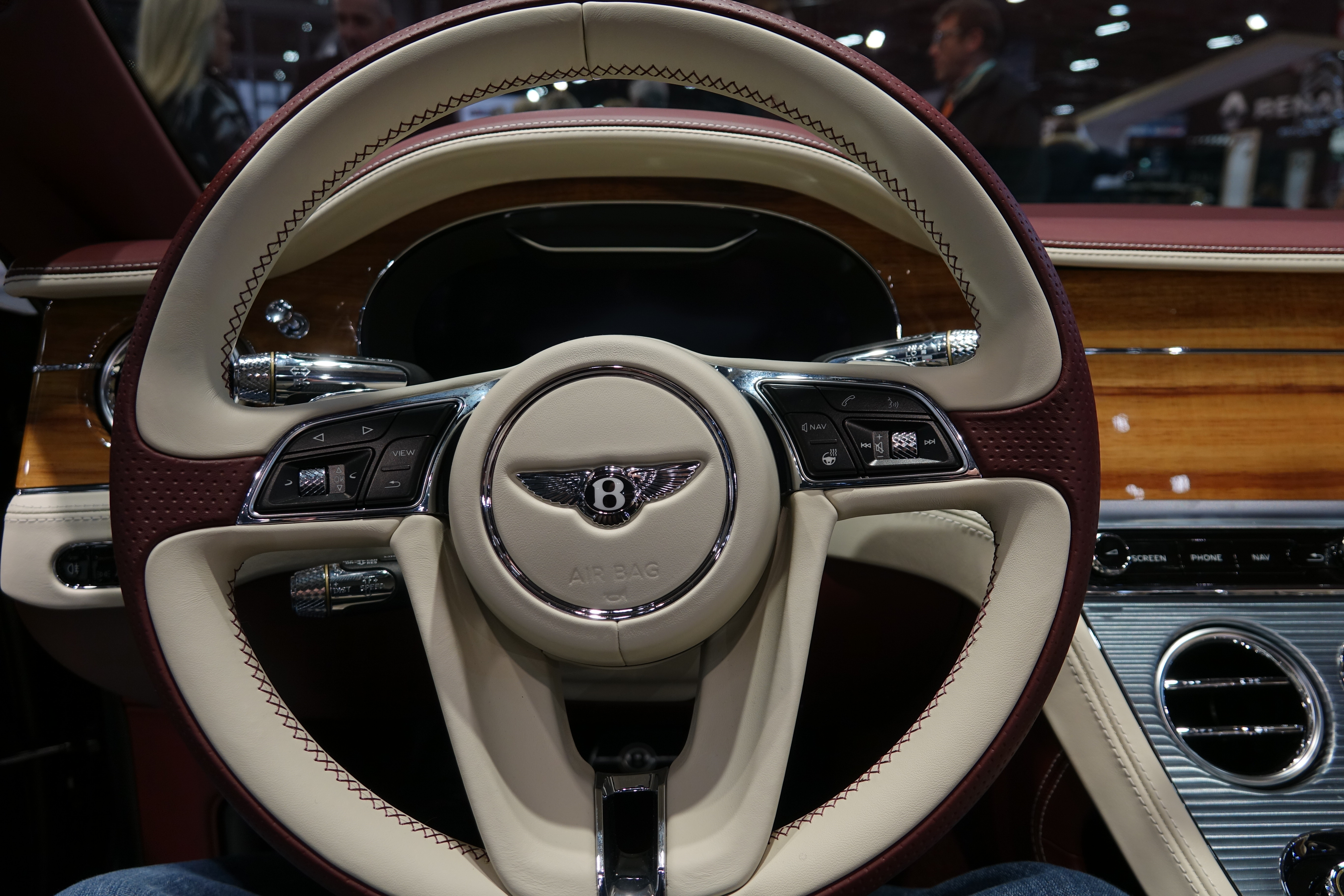
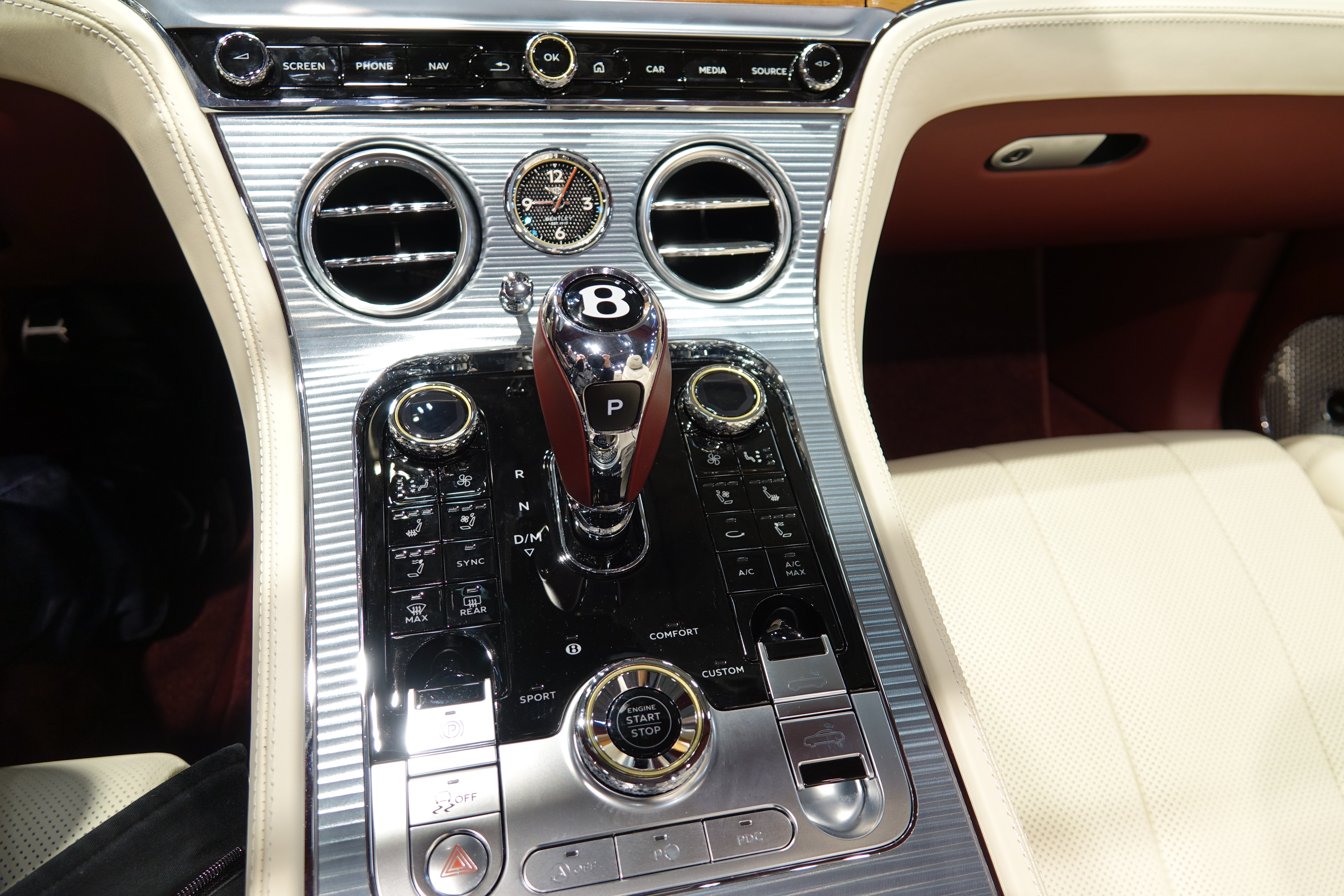
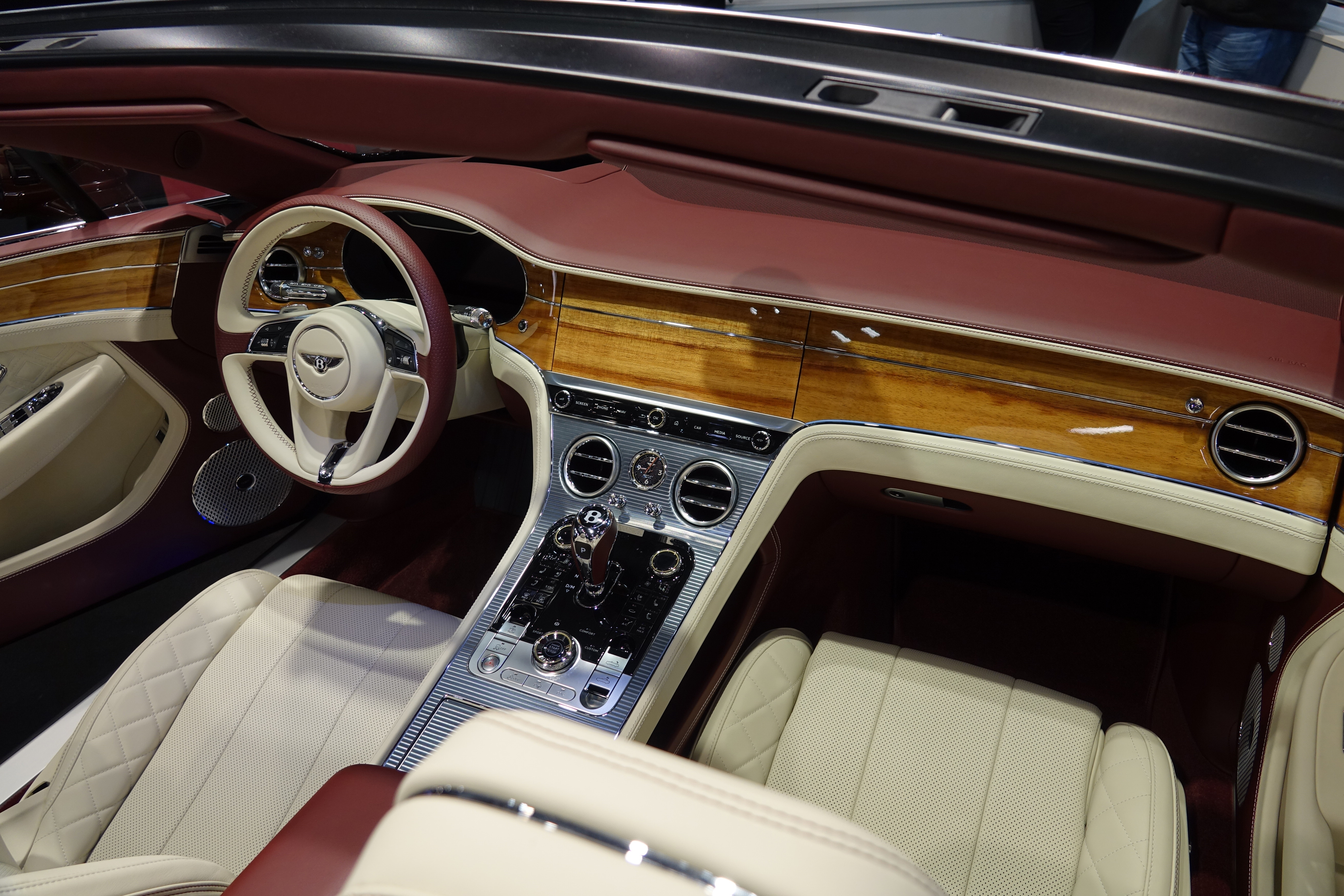

### Motorisations
Comme sa devancière, elle est motorisée par le W12 de 6.0 litres de cylindrée délivrant 635 ch, suivi en 2020 du V8 Turbo de 4.0 litres de 550 ch d'origine Porsche, et elle devrait être équipée d'une motorisation hybride provenant de sa cousine Panamera 4 E-Hybrid, constituée d'un V6 2.9 litres et de batteries rechargeables sur secteur.
La Continental GT revendique un 0 à 100 km/h en 3,7 secondes et une vitesse de pointe de 333 km/h.
En 2019, la Continental GT reçoit le V8 4.0 litres de 550 ch aux États-Unis, disponible en Europe à partir de 2020. La V8 se différencie par ses quatre sorties d'échappement contre deux pour la W12, les badges V8 posés sur les ailes avant et ses jantes spécifiques (20 à 22 pouces). Elle conserve le système de transmission intégrale avec répartition variable du couple, alors que la suspension adaptative avec barre anti-roulis active Bentley Dynamic Ride est en option.
Continental GT W12 Speed
La version Speed de la Continental GT W12 est présentée en mars 2021 et reprend le W12 6.0 gonflé à 659 ch pour une vitesse maximale de 335 km/h.

Continental GT W12 Speed
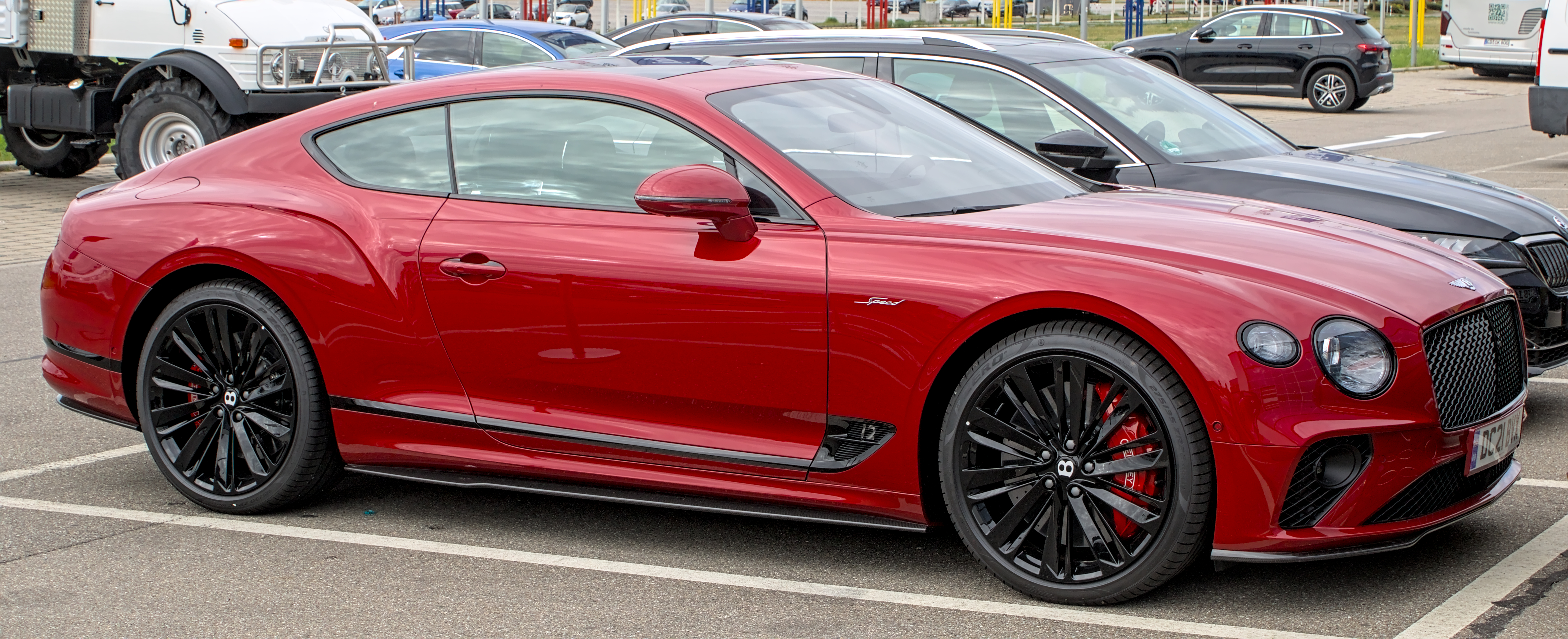
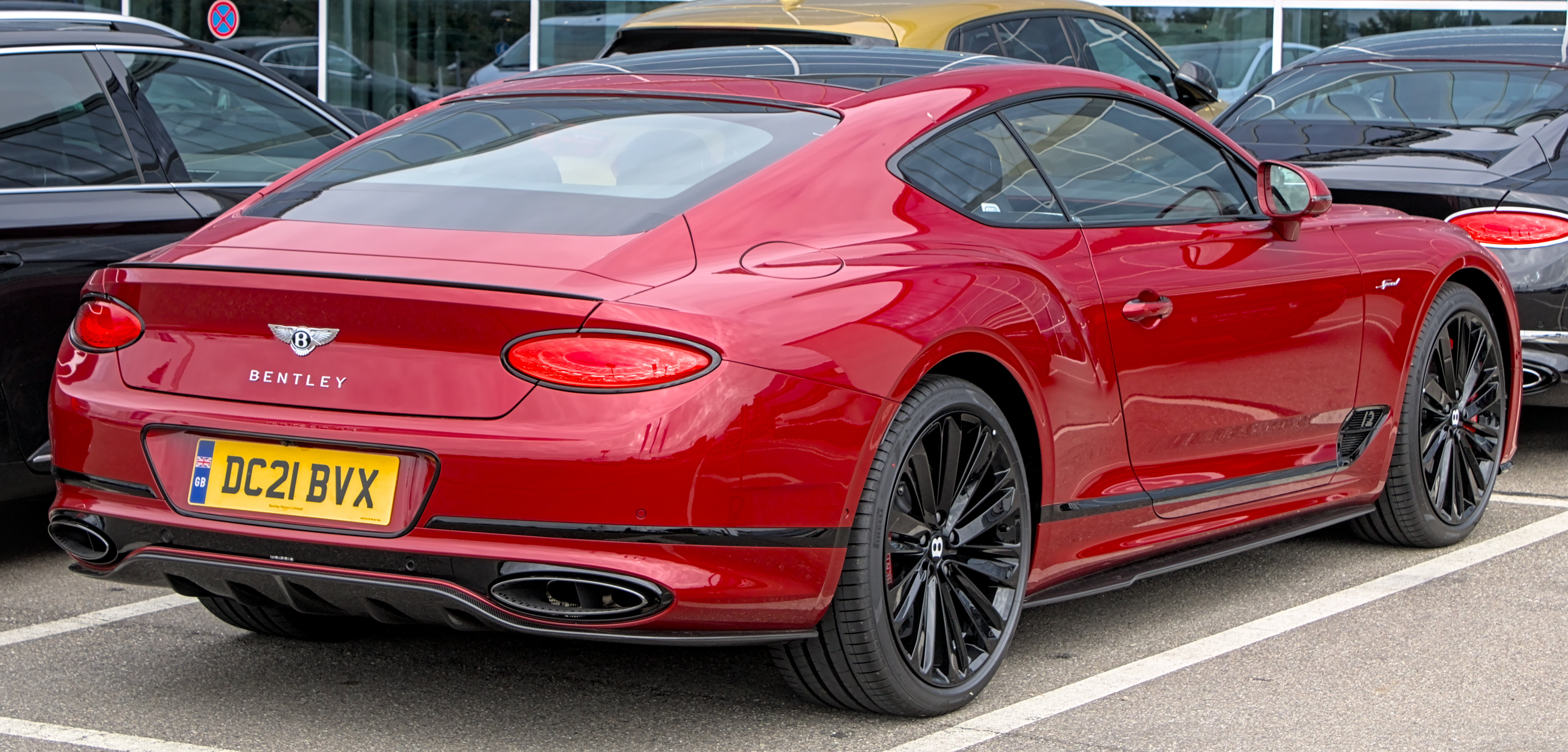
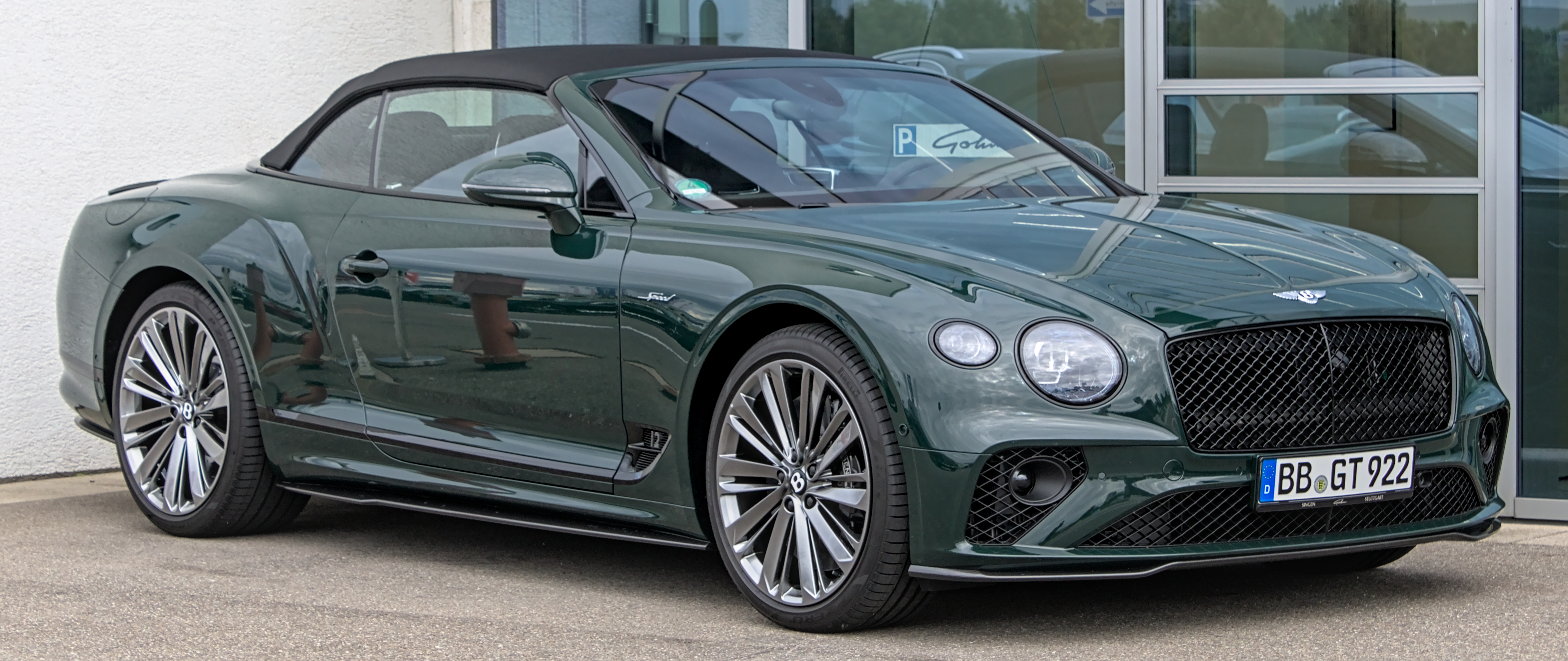

|                                                   | Continental GT W12                              | Continental GT V8              |
| ------------------------------------------------- | ----------------------------------------------- | ------------------------------ |
| Carburant                                         | Essence                                         | Essence                        |
| Moteur                                            | 12-cylindres en W biturbo                       | 8-cylindres en V biturbo       |
| Cylindrée (cm³)                                   | 5 950                                           | 3 996                          |
| Puissance maximale ch (kW)                        | 635                                             | 550                            |
| au régime de (tr/min)                             | 6 000                                           | 6 000                          |
| Couple maximal (N m)                              | 900                                             | 770                            |
| au régime de (tr/min)                             | 1 350 à 4 500                                   | 2 000 à 4 500                  |
| Boîte de vitesses                                 | Automatique à 8 rapports (DSG)                  | Automatique à 8 rapports (DSG) |
| Transmission                                      | Intégrale                                       | Intégrale                      |
| Vitesse maximale (km/h)                           | 333                                             | 318                            |
| 0-100 km/h (s)                                    | 3,7 (coupé) 3,8 (cabriolet)                     | 4,0 (coupé) 4,1 (cabriolet)    |
| Consommation (ℓ/100 km) urbain/extra-urbain/mixte | 16.7/9.5/12.2 (coupé) 17.2/9.4/12.3 (cabriolet) | 19,4/12,5/10,3                 |
| Émissions de CO2 (g/km)                           | 278 (coupé) 280 (cabriolet)                     | 275                            |
| Masse à vide (kg)                                 | 2 244 (coupé) 2 414 (cabriolet)                 | 2165                           |

## Finitions
- GT
- GT Azure
- GT S
- GT Speed
- GT Mulliner

### Personnalisation

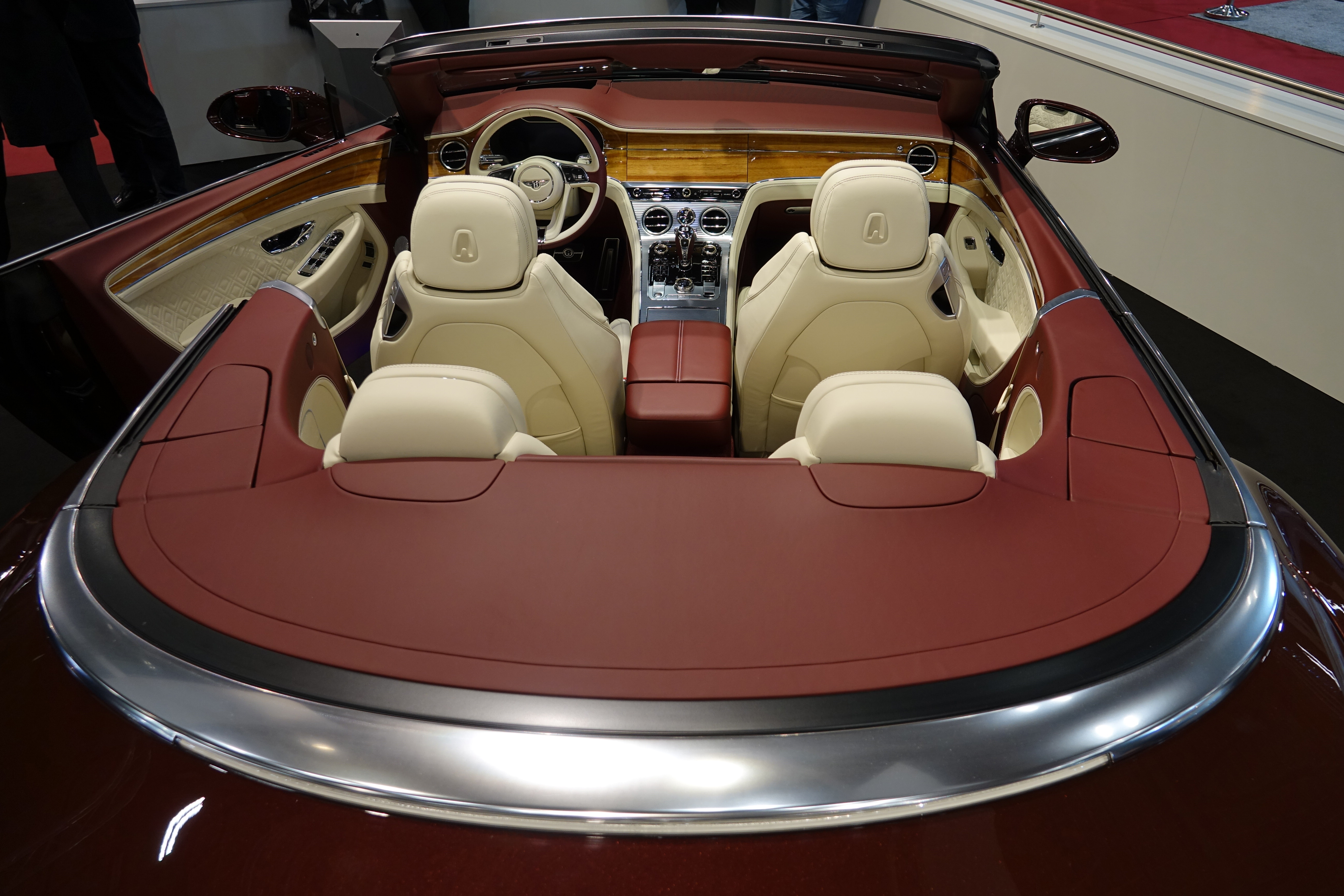
Bentley Continental GTC II.

La Bentley Continental GT bénéficie d'une palette de personnalisation très large, avec :
- un nuancier de 17 teintes extérieures ;
- une palette de 70 couleurs dans la palette étendue ;
- 15 options de tapis ;
- 8 essences de bois et 4 combinaisons supplémentaires ;
- 15 selleries ;
- 7 couleurs de capotes ;
- 8 couleurs de doublage intérieur de la capote.

## Séries limitées

### Bentley Continental GT Number 9 Edition
La Continental GT Number 9 Edition est une série limitée à 100 exemplaires, présentée au Salon international de l'automobile de Genève 2019, et préparée par Mulliner. Elle est disponible en deux teintes, "Viridian Green" (qui rappelle le célèbre "British Racing Green") et "Beluga Black". Elle reçoit le chiffre 9 peint en blanc sur sa grille de calandre, en hommage à la Bentley Blower (évolution de la Bentley 4½ Litre victorieuse aux 24 Heures du Mans 1928) pilotée par Henry « Tim » Birkin et Jean Chassagne à l'édition de 1930, dont un petit morceau de bois provenant de l'armature du siège du pilote se trouve incrusté dans un bloc de résine au centre de la planche de bord «as a piece of history»[réf. nécessaire].

Bentley Continental GT Number 9 Edition
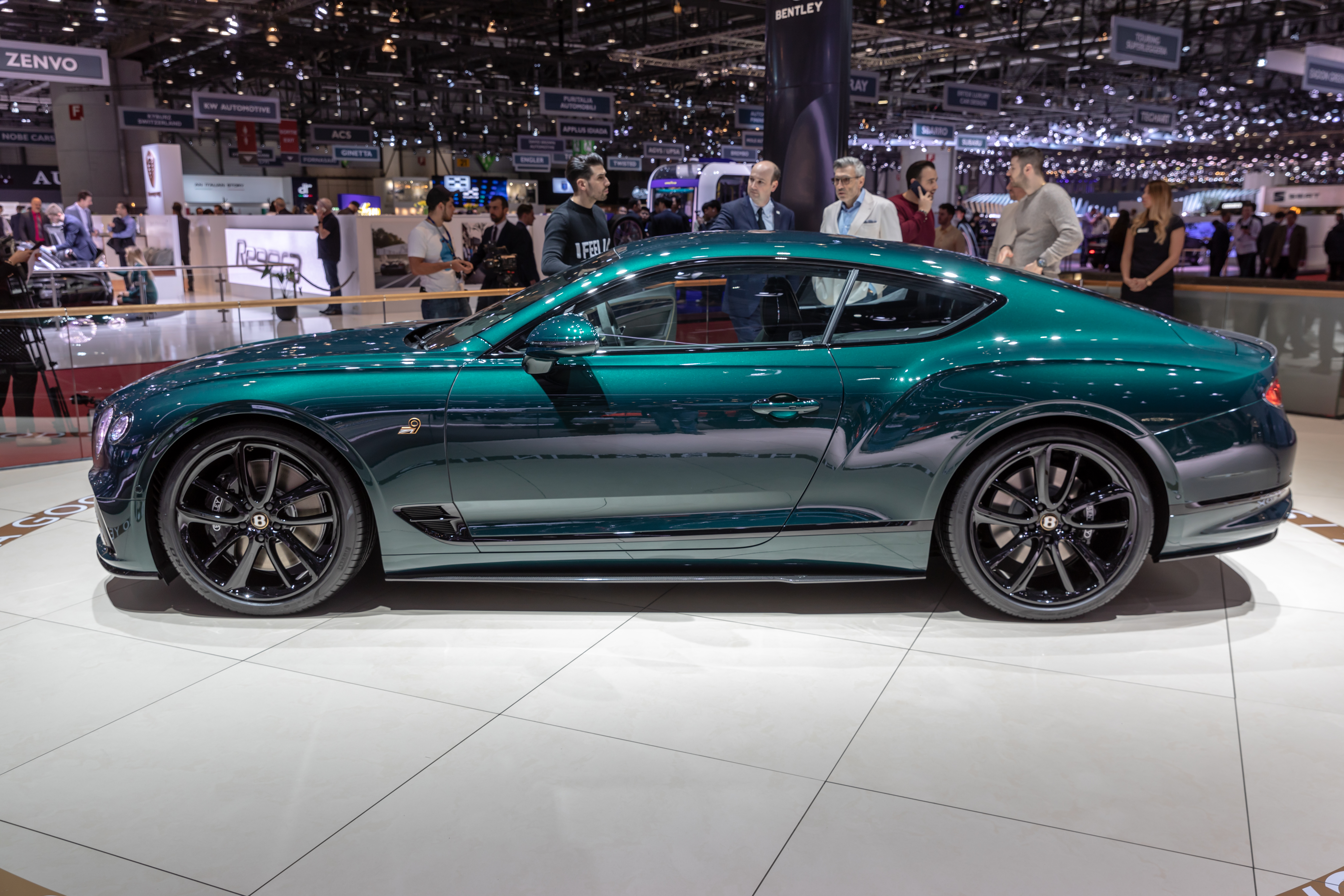
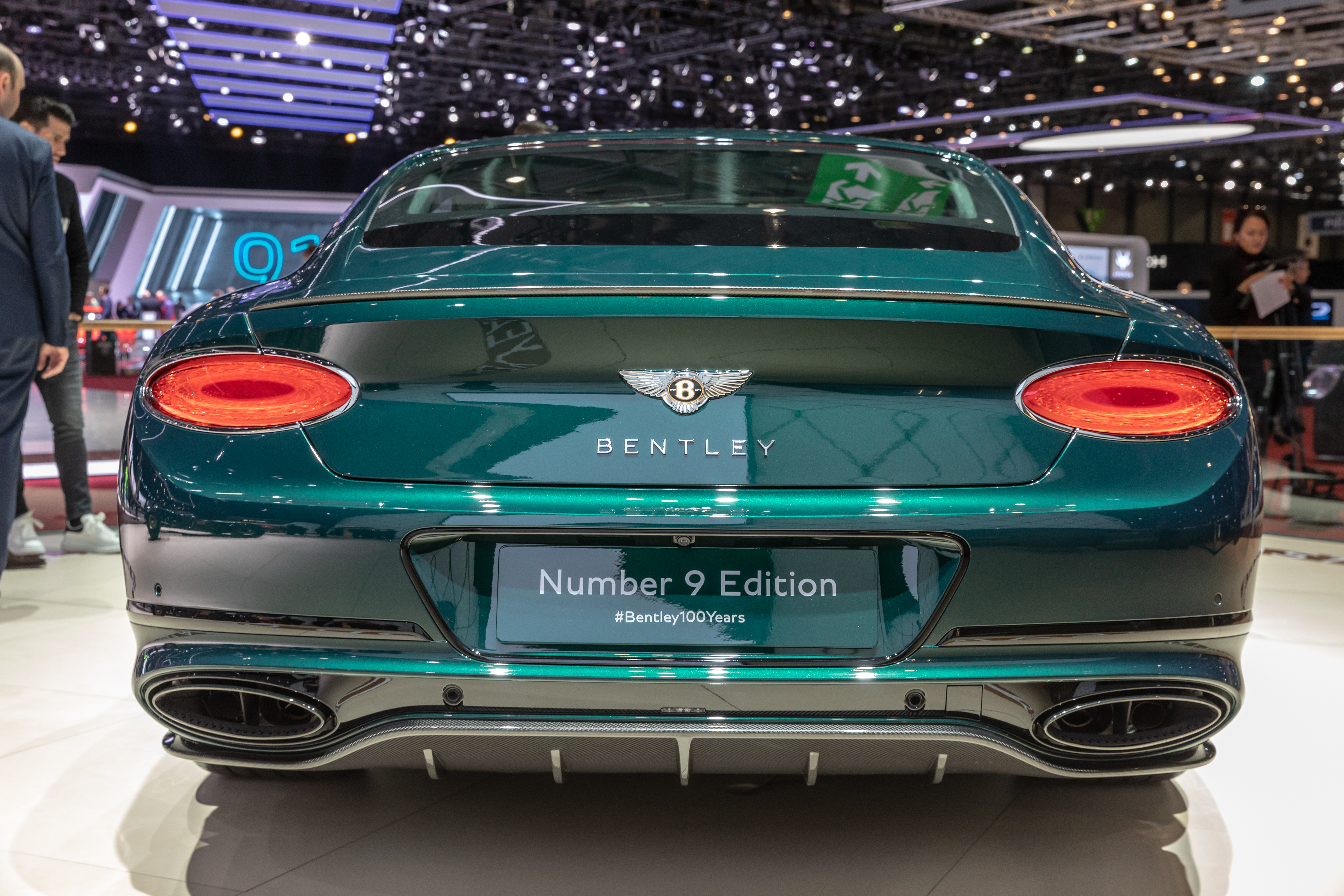
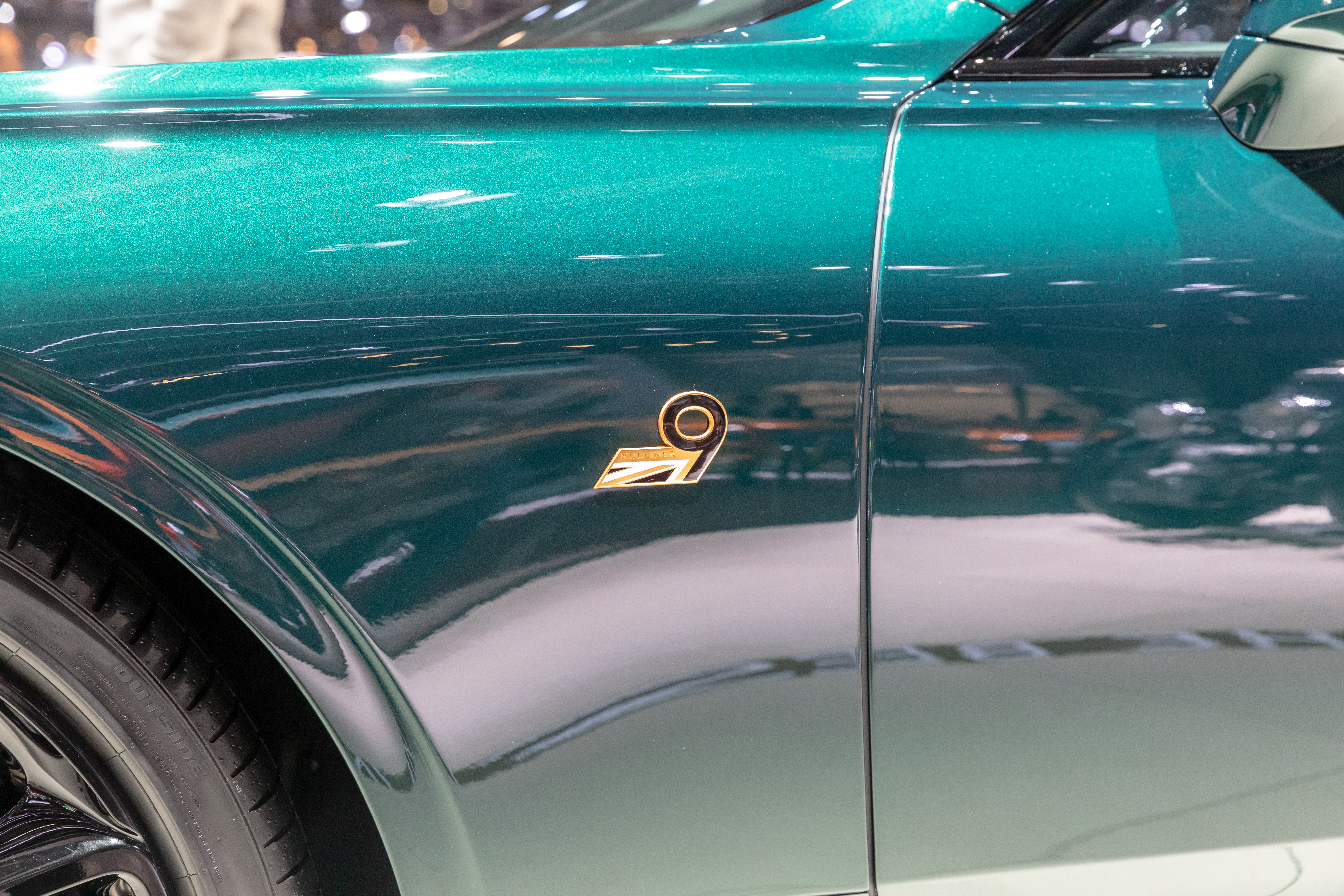

### Bentley Continental GTC Number 1 by Mulliner
En juin 2019, Bentley présente la Bentley Continental GTC Number 1 by Mulliner, hommage à la Bentley Blower Number 1 de 1929, limitée à 100 exemplaires qui célèbre les 100 ans de Bentley. Elle est disponible en deux teintes "Dragon Red" ou "Beluga Black" et elle se distingue par le chiffre « 1 » peint sur sa calandre, son "Centenary Pack" (badges sur les moyeux de roues, sur le levier de vitesse et le volant, les LEDs d'accueil "Centenary" et les jantes spécifiques de 22 pouces) et sa capote en tissu Claret ou Beluga.

### Bentley Continental GT Equinox Edition
La série limitée à 10 exemplaires Equinox Edition, préparée par Bentley Mulliner, est disponible uniquement dans six villes japonaises à partir d'avril 2021.

### Bentley Continental GT Pikes Peak
La série spéciale Pikes Peak célèbre le record de la Continental GT devenant la voiture de production la plus rapide à Pikes Peak. Elle est produite à 15 exemplaires et revêt une teinte vert "Radium", ainsi que le nombre « 100 » sur sa calandre, en référence aux 100 ans du constructeur.

### Bentley Continental GT Le Mans Collection

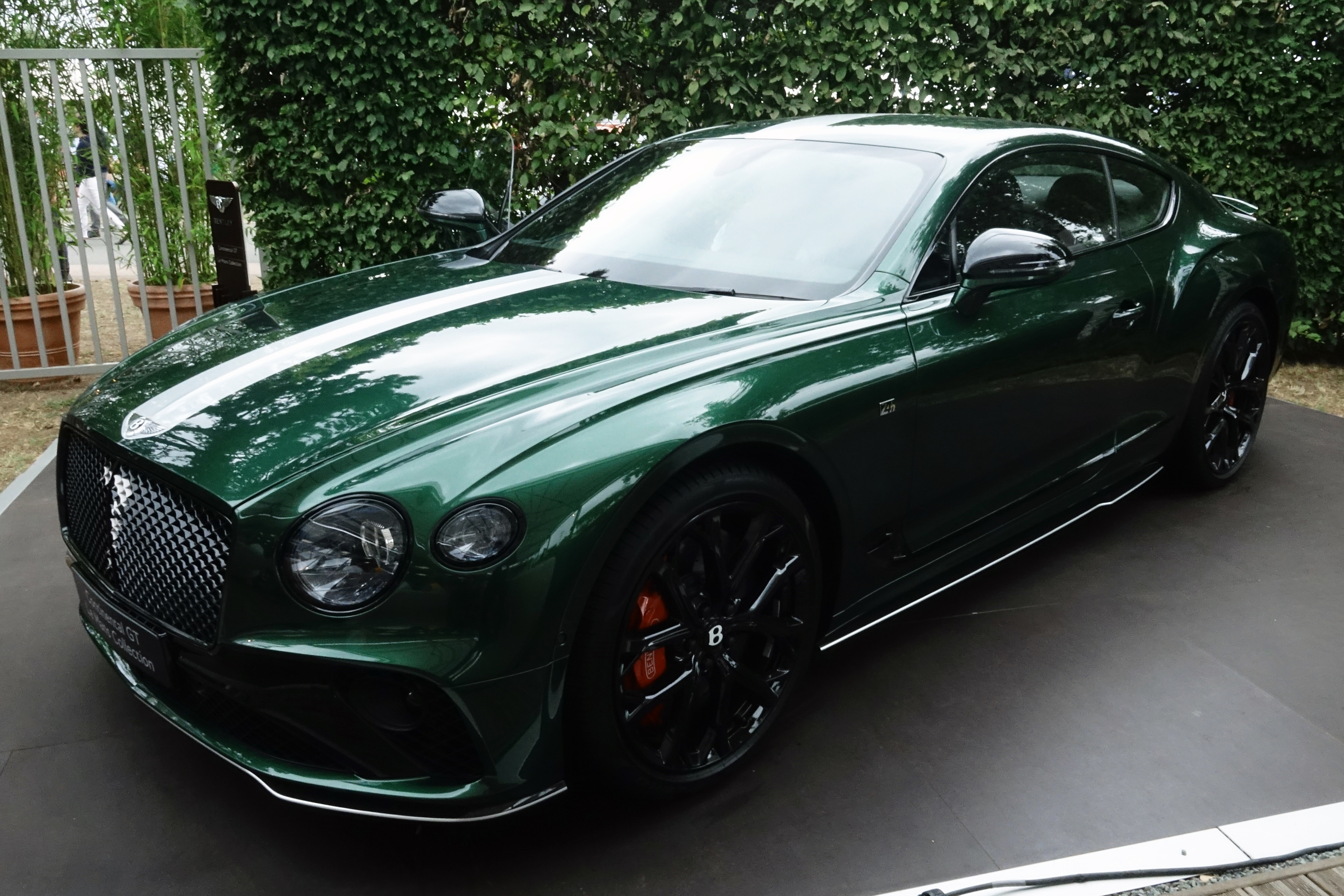
Bentley Continental GT Le Mans Collection au Le Mans Classic 2023.

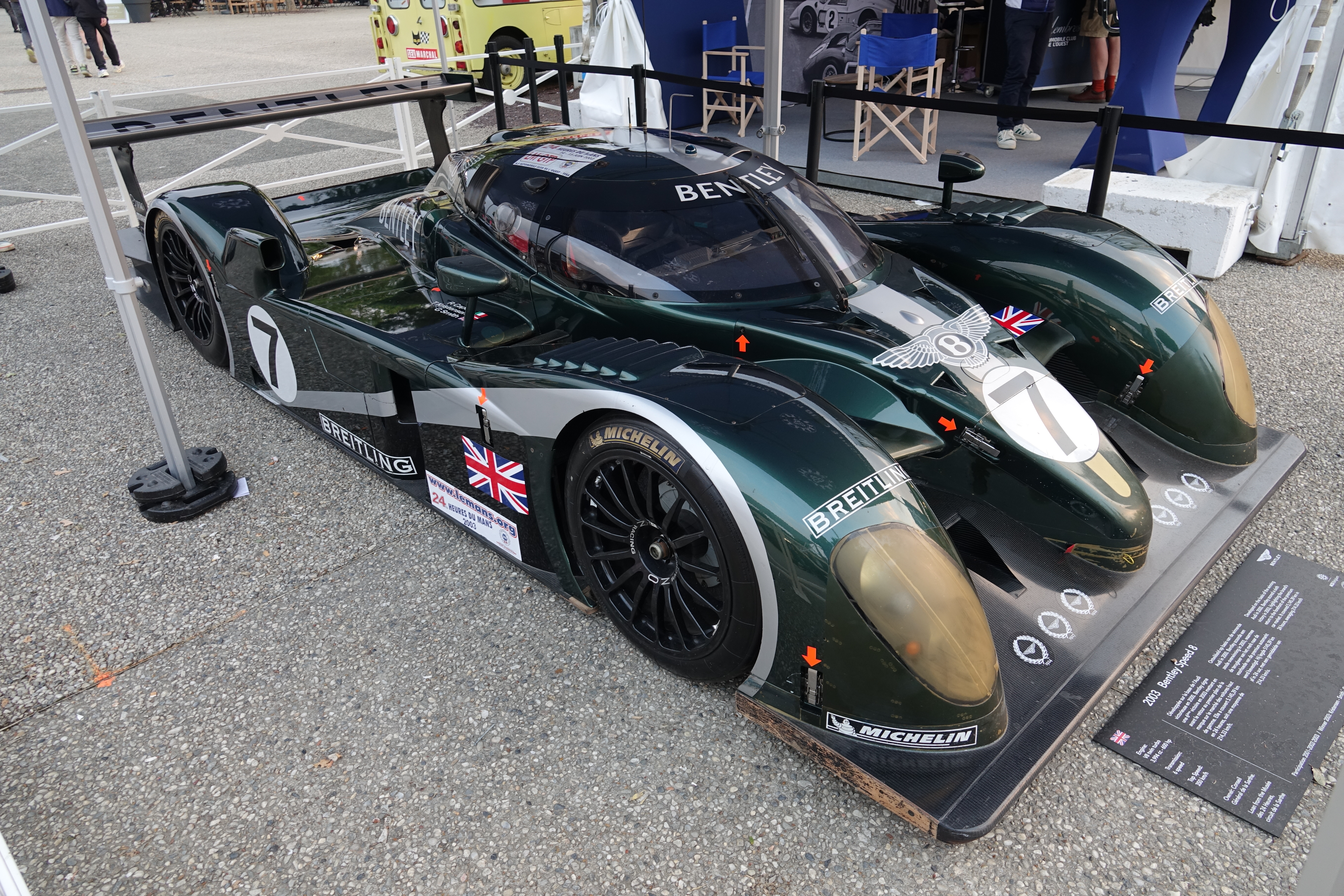
Bentley Speed 8 au Le Mans Classic 2023.

La série limitée à 48 exemplaires (24 pour l'Europe, 24 pour le monde) « Le Mans Collection » célèbre les 20 ans de la 6e victoire de Bentley aux 24 Heures du Mans 2003 avec la Bentley Speed 8 n°7, ainsi que les 100 ans de la première édition de l'épreuve mancelle.

## Dérivés

### Bentley Bacalar
La Bacalar (ou Mulliner Bacalar) est un spider de luxe produit par Mulliner et limité à 12 exemplaires en 2020.

### Bentley Batur
La Batur (ou Mulliner Batur) est un coupé de luxe produit par Mulliner et limité à 18 exemplaires en 2022.

### Liens
- (en) Site officiel Bentley Motors